# A Debreceni HK 2015–2016-os szezonja
Ez a szócikk a Debreceni Hoki Klub (rövidebb nevén Debreceni HK) 2015–2016-os MOL Liga szezonját dolgozza fel.

## Alapszakasz mérkőzések
Győzelem
      Győzelem hosszabbítás után
      Győzelem szétlövés után
      Vereség
      Vereség hosszabbítás után
      Vereség szétlövés után
| 2015. szeptember 11., péntek 18.00 | Debreceni HK | 4 : 3 (h.u.) (0:0, 1:1, 2:2) (h.u.: 1:0) | MAC Budapest | Debreceni Jégcsarnok, Debrecen |

| Jegyzőkönyv | Jegyzőkönyv              | Jegyzőkönyv                                 | Jegyzőkönyv | Jegyzőkönyv                                                                      |
| --- | ------------------------ | ------------------------------------------- | ----------- | -------------------------------------------------------------------------------- |
| | Vay                      | Kapusok                                     | Bálizs      | Játékvezetők: Varjú Árpád Kincses Gergely Vonalbírók: Pálkövi Botond Soós Dániel |
| \| 1:1 WÉBER Zsolt 30' eq (Hári, Vaszjunyin) \| 0:1, 1:1, 2:1, 2:2, 2:3, \| 0:1 Jeffrey HAYES 27' eq (McDonald, Klempa) \| \| 2:1 Vladiszlav TROSIN 43' eq (Berta és Könczei) \| 3:3, 4:3 \| 2:2 NÉMETH Attila 45' eq (Tokaji) \| |                          |                                             |             | Játékvezetők: Varjú Árpád Kincses Gergely Vonalbírók: Pálkövi Botond Soós Dániel |
| 8 (2–6–0–0) perc | Büntetések               | 22 (8–8–4–2) perc                           |             | Játékvezetők: Varjú Árpád Kincses Gergely Vonalbírók: Pálkövi Botond Soós Dániel |
| |                          |                                             |             | Játékvezetők: Varjú Árpád Kincses Gergely Vonalbírók: Pálkövi Botond Soós Dániel |
| 1:1 WÉBER Zsolt 30' eq (Hári, Vaszjunyin) | 0:1, 1:1, 2:1, 2:2, 2:3, | 0:1 Jeffrey HAYES 27' eq (McDonald, Klempa) |             | Játékvezetők: Varjú Árpád Kincses Gergely Vonalbírók: Pálkövi Botond Soós Dániel |
| 2:1 Vladiszlav TROSIN 43' eq (Berta és Könczei) | 3:3, 4:3                 | 2:2 NÉMETH Attila 45' eq (Tokaji)           |             | Játékvezetők: Varjú Árpád Kincses Gergely Vonalbírók: Pálkövi Botond Soós Dániel |

DHK: Vay — Csíki, Kovács 1, Könczei (1), Berta (1), Trosin 1 — Kunaev, Ivanov, Saluga, Kurilyuk, Kaskov — Hetényi (2), Wéber 1, Dancsfalvi 1, Barabás, Vaszjunyin (2) — Hári (2), Godó, Tanka és Nagy (kapus).
| 2015. szeptember 15., kedd 18.00 | Újpesti TE | 1 : 4 (0:2, 1:0, 0:2) | Debreceni HK | Újpesti Jégcsarnok, Budapest |

| Jegyzőkönyv                                                                  | Jegyzőkönyv             | Jegyzőkönyv                                         | Jegyzőkönyv | Jegyzőkönyv                                                                       |
| ---------------------------------------------------------------------------- | ----------------------- | --------------------------------------------------- | ----------- | --------------------------------------------------------------------------------- |
|                                                                              | Pleszkán                | Kapusok                                             | Vay         | Játékvezetők: Kincses Gergely Halassy György Vonalbírók: Váczi Dávid Soltész Áron |
| \| \| 0:1, 0:2, 1:2, 1:3, 1:4 \| 0:1 Danil KASKOV 8' eq (Könczei, Trosin) \| |                         |                                                     |             | Játékvezetők: Kincses Gergely Halassy György Vonalbírók: Váczi Dávid Soltész Áron |
| 6 (4–0–2) perc                                                               | Büntetések              | 44 (6–0–38) (10 és 20 p. fegyelmi: Vaszjunyin) perc |             | Játékvezetők: Kincses Gergely Halassy György Vonalbírók: Váczi Dávid Soltész Áron |
|                                                                              |                         |                                                     |             | Játékvezetők: Kincses Gergely Halassy György Vonalbírók: Váczi Dávid Soltész Áron |
|                                                                              | 0:1, 0:2, 1:2, 1:3, 1:4 | 0:1 Danil KASKOV 8' eq (Könczei, Trosin)            |             | Játékvezetők: Kincses Gergely Halassy György Vonalbírók: Váczi Dávid Soltész Áron |

| 2015. szeptember 18., péntek 19.00 | Ferencvárosi TC | 3:4 (sz.) (2:1, 0:1, 1:1) (h.u.: 0:0) (sz.: 0:1) | Debreceni HK | Pesterzsébeti Jégcsarnok, Budapest |

| Jegyzőkönyv | Jegyzőkönyv              | Jegyzőkönyv                                | Jegyzőkönyv | Jegyzőkönyv                                                                  |
| --- | ------------------------ | ------------------------------------------ | ----------- | ---------------------------------------------------------------------------- |
| | Ágoston                  | Kapusok                                    | Vay         | Játékvezetők: Mayer Gábor Jozef Bachurik Vonalbírók: Soltész Áron Bedő Péter |
| \| 1:0 KISS Gábor 16' eq (Dubek, Rafaj) \| 1:0, 1:1, 2:1, 2:2, 2:3, \| 1:1 Martin SALUGA 19' eq (Kuriljuk) \| \| 2:1 FARKAS Lőrinc Simon 20' eq (Galló, Papp) \| 3:3, 3:4 \| 2:2 HETÉNYI Péter 28' +1 (Könczei) \| |                          |                                            |             | Játékvezetők: Mayer Gábor Jozef Bachurik Vonalbírók: Soltész Áron Bedő Péter |
| 14 (4–6–4–0) perc | Büntetések               | 35 (2–27–6–0) (20 p. fegyelmi: Berta) perc |             | Játékvezetők: Mayer Gábor Jozef Bachurik Vonalbírók: Soltész Áron Bedő Péter |
| |                          |                                            |             | Játékvezetők: Mayer Gábor Jozef Bachurik Vonalbírók: Soltész Áron Bedő Péter |
| 1:0 KISS Gábor 16' eq (Dubek, Rafaj) | 1:0, 1:1, 2:1, 2:2, 2:3, | 1:1 Martin SALUGA 19' eq (Kuriljuk)        |             | Játékvezetők: Mayer Gábor Jozef Bachurik Vonalbírók: Soltész Áron Bedő Péter |
| 2:1 FARKAS Lőrinc Simon 20' eq (Galló, Papp) | 3:3, 3:4                 | 2:2 HETÉNYI Péter 28' +1 (Könczei)         |             | Játékvezetők: Mayer Gábor Jozef Bachurik Vonalbírók: Soltész Áron Bedő Péter |

| 2015. szeptember 20., vasárnap 18.30 | Debreceni HK | 3:1 (1:1, 0:0, 2:0) | Újpesti TE | Debreceni Jégcsarnok, Debrecen Nézőszám: 500 |

| Jegyzőkönyv                                                                                                   | Jegyzőkönyv        | Jegyzőkönyv                         | Jegyzőkönyv | Jegyzőkönyv                                                                 |
| --- | ------------------ | ----------------------------------- | ----------- | --------------------------------------------------------------------------- |
| | Vay                | Kapusok                             | Pleszkán    | Játékvezetők: Németh Márton Nagy Attila Vonalbírók: Kókai Márk Soltész Áron |
| \| 1:0 HÁRI Norbert 14' eq (Könczei, Hetényi) \| 1:0, 1:1, 2:1, 3:1 \| 1:1 KISS Ákos 19' +2 (Csanyi, Huba) \| |                    |                                     |             | Játékvezetők: Németh Márton Nagy Attila Vonalbírók: Kókai Márk Soltész Áron |
| 24 (16–6–2) (10 p. fegyelmi: Trosin) perc                                                                     | Büntetések         | 10 (2–4–4) perc                     |             | Játékvezetők: Németh Márton Nagy Attila Vonalbírók: Kókai Márk Soltész Áron |
| |                    |                                     |             | Játékvezetők: Németh Márton Nagy Attila Vonalbírók: Kókai Márk Soltész Áron |
| 1:0 HÁRI Norbert 14' eq (Könczei, Hetényi)                                                                    | 1:0, 1:1, 2:1, 3:1 | 1:1 KISS Ákos 19' +2 (Csanyi, Huba) |             | Játékvezetők: Németh Márton Nagy Attila Vonalbírók: Kókai Márk Soltész Áron |

DHK: Vay — Emanuelsson (1), Ivanov (2), Kurilyuk, Trosin (1), Kaszkov 2 — Hetényi (1), Wéber, Hári 1, Saluga, Könczei (1) — Csíki, Kovács, Barabás, Godó, Dancsfalvi.
| 2015. szeptember 22., kedd 18.00 | Debreceni HK | 3 : 2 (1:0, 1:2, 1:0) | Dunaújvárosi Acélbikák | Debreceni Jégcsarnok, Debrecen Nézőszám: 400 |

| Jegyzőkönyv                                                                                                 | Jegyzőkönyv             | Jegyzőkönyv                                        | Jegyzőkönyv | Jegyzőkönyv                                                                        |
| --- | ----------------------- | -------------------------------------------------- | ----------- | ---------------------------------------------------------------------------------- |
| | Vay                     | Kapusok                                            | Lindoff     | Játékvezetők: Halassy György Gangel László Vonalbírók: Pálkövi Botond Sipos Roland |
| \| 1:0 Garrett 10' eq (Kaszkov, Ivanov) \| 1:0, 2:0, 2:1, 2:2, 3:2 \| 2:1 Peterdi 39' +2 (Borbás, Smith) \| |                         |                                                    |             | Játékvezetők: Halassy György Gangel László Vonalbírók: Pálkövi Botond Sipos Roland |
| 14 (4–8–2) perc                                                                                             | Büntetések              | 40 (4–28–8) (10 p. fegyelmi: Smith és McCann) perc |             | Játékvezetők: Halassy György Gangel László Vonalbírók: Pálkövi Botond Sipos Roland |
| |                         |                                                    |             | Játékvezetők: Halassy György Gangel László Vonalbírók: Pálkövi Botond Sipos Roland |
| 1:0 Garrett 10' eq (Kaszkov, Ivanov)                                                                        | 1:0, 2:0, 2:1, 2:2, 3:2 | 2:1 Peterdi 39' +2 (Borbás, Smith)                 |             | Játékvezetők: Halassy György Gangel László Vonalbírók: Pálkövi Botond Sipos Roland |

DHK: Vay — Csíki, Kovács B. 1, Vaszjunyin, Berta 1, Dancsfalvi — Wéber, Hetényi (1), Garrett 1, Trosin (1), Kaszkov (1) — Emanuelsson, Ivanov (1), Könczei, Barabás, Saluga (1) — Godó, Vincze P. T., Tanka.
| 2015. szeptember 28., hétfő 18.30 | ASC Corona Brasov | 4 – 3 (sz.) (2–0, 1–1, 0–2) (h.u.: 0–0) (sz.: 1–0) | Debreceni HK | Olimpiai jégpálya, Brassó |

| Jegyzőkönyv | Jegyzőkönyv | Jegyzőkönyv | Jegyzőkönyv | Jegyzőkönyv |
| ----------- | ----------- | ----------- | ----------- | ----------- |
|             |             |             |             |             |
|             |             |             |             |             |
|             |             |             |             |             |
|             |             |             |             |             |

| 2015. szeptember 29., kedd 19.00 | HSC Csíkszereda | 2 – 4 (1–1, 0–2, 1–1) | Debreceni HK | Vákár Lajos Jégcsarnok, Csíkszereda Nézőszám: 750 |

| Jegyzőkönyv | Jegyzőkönyv | Jegyzőkönyv | Jegyzőkönyv | Jegyzőkönyv |
| --- | ----------- | --- | ----------- | ----------- |
| |             | Kapusok | Vay         |             |
| \| 1–1 Mikeska (17') 2–3 Farkas (47') \| Gólok \| 0–1 Könczei (12') (Hári, Wéber) 1–2 Dancsfalvi (21') (Kunajev, Berta) 1–3 Hári (31' (Wéber, Saluga) 2–4 Garret (59') \| |             | |             |             |
| 4 perc | Büntetések  | 14 perc |             |             |
| |             | |             |             |
| 1–1 Mikeska (17') 2–3 Farkas (47') | Gólok       | 0–1 Könczei (12') (Hári, Wéber) 1–2 Dancsfalvi (21') (Kunajev, Berta) 1–3 Hári (31' (Wéber, Saluga) 2–4 Garret (59') |             |             |

DHK: Vay — Hetényi, Kunajev (1), Hári 1 (1), Könczei 1, Saluga (1) — Kovács, Wéber (2), Garret 1, Vincze, Dancsfalvi 1 — Ivanov, Tanka, Vaszjunyin, Berta (1), Barabás — Kaszkov, Trosin.
| 2015. október 2., péntek 18.00 | Debreceni HK | 4 – 0 (1–0, 2–0, 1–0) | HSC Csíkszereda | Debreceni Jégcsarnok, Debrecen Nézőszám: 350 |

| Jegyzőkönyv | Jegyzőkönyv | Jegyzőkönyv | Jegyzőkönyv | Jegyzőkönyv                                                             |
| --- | ----------- | ----------- | ----------- | ----------------------------------------------------------------------- |
| | Vay         | Kapusok     |             | Játékvezetők: Halassy Gangel László Vonalbírók: Sipos Roland Soltész Á. |
| \| 1–0 Kaszkov (7') (Kovács) 2–0 Kunajev (35') (Kaszkov, Trosin) 3–0 Kaszkov (39') (Garrett) 4–0 Dancsfalvi (52') (Garrett) \| Gólok \| \| |             |             |             | Játékvezetők: Halassy Gangel László Vonalbírók: Sipos Roland Soltész Á. |
| 16 perc | Büntetések  | 52 perc     |             | Játékvezetők: Halassy Gangel László Vonalbírók: Sipos Roland Soltész Á. |
| 35 | Lövések     | 44          |             | Játékvezetők: Halassy Gangel László Vonalbírók: Sipos Roland Soltész Á. |
| 1–0 Kaszkov (7') (Kovács) 2–0 Kunajev (35') (Kaszkov, Trosin) 3–0 Kaszkov (39') (Garrett) 4–0 Dancsfalvi (52') (Garrett)                   | Gólok       |             |             | Játékvezetők: Halassy Gangel László Vonalbírók: Sipos Roland Soltész Á. |

DHK: Vay — Kovács, Emanuelsson, Dancsfalvi, Berta, Vaszjunyin — Hetényi, Wéber, Hári, Könczei, Saluga — Kunajev, Garrett, Kaszkov, Trosin — Vincze, Barabás, Tanka.
| 2015. október 5., hétfő 18.00 | Debreceni HK | 1 – 2 (0–0, 0–1, 1–1) | DVTK Jegesmedvék | Debreceni Jégcsarnok, Debrecen |

| Jegyzőkönyv                                                                                | Jegyzőkönyv | Jegyzőkönyv                          | Jegyzőkönyv | Jegyzőkönyv                                                  |
| ------------------------------------------------------------------------------------------ | ----------- | ------------------------------------ | ----------- | ------------------------------------------------------------ |
|                                                                                            | Vay         | Kapusok                              |             | Játékvezetők: Kincses Halassy Vonalbírók: Muzsik Váczi Dávid |
| \| 1–1 Trosin (57') (Kaszkov és Berta) \| Gólok \| 0–1 Galanisz (29') 1–2 Somogyi (42') \| |             |                                      |             | Játékvezetők: Kincses Halassy Vonalbírók: Muzsik Váczi Dávid |
| 33 perc                                                                                    | Büntetések  | 33 perc                              |             | Játékvezetők: Kincses Halassy Vonalbírók: Muzsik Váczi Dávid |
| 28                                                                                         | Lövések     | 41                                   |             | Játékvezetők: Kincses Halassy Vonalbírók: Muzsik Váczi Dávid |
| 1–1 Trosin (57') (Kaszkov és Berta)                                                        | Gólok       | 0–1 Galanisz (29') 1–2 Somogyi (42') |             | Játékvezetők: Kincses Halassy Vonalbírók: Muzsik Váczi Dávid |

DHK: Vay — Csíki, Kovács, Dancsfalvi, Berta, Vaszjunyin — Hetényi, Wéber, Hári, Könczei, Saluga — Kunajev, Emanuelsson, Garrett, Kaszkov, Trosin — Vincze, Godó, Barabás.
| 2015. október 6., kedd 18.00 | Debreceni HK | 8 – 3 (2–0, 3–1, 3–2) | DVTK Jegesmedvék | Debreceni Jégcsarnok, Debrecen |

| Jegyzőkönyv | Jegyzőkönyv | Jegyzőkönyv | Jegyzőkönyv | Jegyzőkönyv                                                                    |
| ----------- | ----------- | ----------- | ----------- | ------------------------------------------------------------------------------ |
|             | Vay         | Kapusok     |             | Játékvezetők: Németh Márton Gangel László Vonalbírók: Sipos Roland Váczi Dávid |
|             |             |             |             | Játékvezetők: Németh Márton Gangel László Vonalbírók: Sipos Roland Váczi Dávid |
| 10 perc     | Büntetések  | 26 perc     |             | Játékvezetők: Németh Márton Gangel László Vonalbírók: Sipos Roland Váczi Dávid |
| 53          | Lövések     | 20          |             | Játékvezetők: Németh Márton Gangel László Vonalbírók: Sipos Roland Váczi Dávid |

DHK: Vay — Csíki, Kovács, Vaszjunyin, Dancsfalvi, Berta — Hetényi, Wéber, Hári, Könczei, Saluga — Kunajev, Emanuelsson, Garrett, Kaszkov, Trosin — Vincze, Barabás, Godó.
| 2015. október 9., péntek 18.30 | Fehérvár AV 19 farmcsapat | 2 – 3 (0–1, 2–1, 0–1) | Debreceni HK | ifj. Ocskay Gábor Jégcsarnok, Székesfehérvár Nézőszám: 485 |

| Jegyzőkönyv | Jegyzőkönyv | Jegyzőkönyv | Jegyzőkönyv | Jegyzőkönyv                                                  |
| ----------- | ----------- | ----------- | ----------- | ------------------------------------------------------------ |
|             |             | Kapusok     | Vay         | Játékvezetők: Varjú Mayer Vonalbírók: Váczi Dávid Soltész Á. |
|             |             |             |             | Játékvezetők: Varjú Mayer Vonalbírók: Váczi Dávid Soltész Á. |
| 4 perc      | Büntetések  | 14 perc     |             | Játékvezetők: Varjú Mayer Vonalbírók: Váczi Dávid Soltész Á. |
| 34          | Lövések     | 17          |             | Játékvezetők: Varjú Mayer Vonalbírók: Váczi Dávid Soltész Á. |

DHK: Vay — Csíki, Kovács, Vincze, Dancsfalvi, Vaszjunyin — Hetényi, Wéber, Könczei, Saluga, Berta — Kunajev, Emanuelsson, Garrett, Kaszkov, Trosin — Barabás.
| 2015. október 11., vasárnap 18.30 | Debreceni HK | 2 – 3 (h.u.) (0–0, 2–2, 0–0) (h.u.: 0–1) | Újpesti TE | Debreceni Jégcsarnok, Debrecen Nézőszám: 270 |

| Jegyzőkönyv | Jegyzőkönyv | Jegyzőkönyv                                                                                           | Jegyzőkönyv | Jegyzőkönyv                                                          |
| --- | ----------- | --- | ----------- | -------------------------------------------------------------------- |
| | Vay         | Kapusok                                                                                               |             | Játékvezetők: Haszonits M. Gangel L. Vonalbírók: Sipos R. Pálkövi B. |
| \| 1–0 Könczei eh (23:06) 2–1 Kunaev (Kaskov, Kovács B.) ee (35:01) \| Gólok \| 1–1 Mihalik (Lindgren) ee (27:02) 2–2 Csanyi (Garbacz Á.) (39:47) 2–3 Huba (Csanyi, Hegyi Á.) (61:11) \| |             | |             | Játékvezetők: Haszonits M. Gangel L. Vonalbírók: Sipos R. Pálkövi B. |
| 6 perc (10 p. fegyelmi: Hári) perc | Büntetések  | 10 perc                                                                                               |             | Játékvezetők: Haszonits M. Gangel L. Vonalbírók: Sipos R. Pálkövi B. |
| 36 | Lövések     | 36 |             | Játékvezetők: Haszonits M. Gangel L. Vonalbírók: Sipos R. Pálkövi B. |
| 1–0 Könczei eh (23:06) 2–1 Kunaev (Kaskov, Kovács B.) ee (35:01) | Gólok       | 1–1 Mihalik (Lindgren) ee (27:02) 2–2 Csanyi (Garbacz Á.) (39:47) 2–3 Huba (Csanyi, Hegyi Á.) (61:11) |             | Játékvezetők: Haszonits M. Gangel L. Vonalbírók: Sipos R. Pálkövi B. |

DHK: Vay — Csíki, Kovács B. (1), Vincze, Dancsfalvi, Vaszjunyin A. — Hetényi P., Wéber, Könczei 1, Saluga, Berta — Kunaev 1, Emanuelsson, Garrett, Kaskov (1), Troshin — Hári, Godó, Barabás.
| 2015. október 13., vasárnap 18.00 | Debreceni HK | 5 – 4 (1–1, 2–1, 2–2) | MAC Budapest | Debreceni Jégcsarnok, Debrecen Nézőszám: 350 |

| Jegyzőkönyv | Jegyzőkönyv | Jegyzőkönyv                                                          | Jegyzőkönyv | Jegyzőkönyv                                               |
| --- | ----------- | -------------------------------------------------------------------- | ----------- | --------------------------------------------------------- |
| | Vay         | Kapusok                                                              |             | Játékvezetők: Varjú Gangel L. Vonalbírók: Sipos R. Kormos |
| \| 1–0 Dancsfalvi (3') 2–2 Kaszkov (26') 3–2 Saluga (30') (Hetényi és Berta) 4–2 Trosin (47') (Kovács és Kaszkov) 5–3 Berta (57') (Saluga és Wéber) \| Gólok \| 1–1 Klempa (17') 1–2 Saarenpaa (25') 4–3 Olson (54') 5–4 Quinn (59') \| |             |                                                                      |             | Játékvezetők: Varjú Gangel L. Vonalbírók: Sipos R. Kormos |
| 8 perc | Büntetések  | 8 perc                                                               |             | Játékvezetők: Varjú Gangel L. Vonalbírók: Sipos R. Kormos |
| 30 | Lövések     | 46                                                                   |             | Játékvezetők: Varjú Gangel L. Vonalbírók: Sipos R. Kormos |
| 1–0 Dancsfalvi (3') 2–2 Kaszkov (26') 3–2 Saluga (30') (Hetényi és Berta) 4–2 Trosin (47') (Kovács és Kaszkov) 5–3 Berta (57') (Saluga és Wéber)                                                                                        | Gólok       | 1–1 Klempa (17') 1–2 Saarenpaa (25') 4–3 Olson (54') 5–4 Quinn (59') |             | Játékvezetők: Varjú Gangel L. Vonalbírók: Sipos R. Kormos |

DHK: Vay — Csíki, Kovács 1, Vincze, Dancsfalvi 1, Vaszjunyin — Hetényi (1), Wéber (1), Könczei, Saluga 1 (1), Berta 1 (1) — Kunajev, Emanuelsson, Kaszkov 1 (1), Trosin 1, Usztyancev — Hári, Godó, Barabás.
| 2015. október 16., péntek 18.00 | Debreceni HK | 1 – 3 (0–0, 1–3, 0–0) | Fehérvár AV 19 farmcsapat | Debreceni Jégcsarnok, Debrecen Nézőszám: 200 |

| Jegyzőkönyv                                                                                  | Jegyzőkönyv | Jegyzőkönyv                                       | Jegyzőkönyv | Jegyzőkönyv                                                |
| -------------------------------------------------------------------------------------------- | ----------- | ------------------------------------------------- | ----------- | ---------------------------------------------------------- |
|                                                                                              | Vay         | Kapusok                                           |             | Játékvezetők: Németh Varjú Vonalbírók: Sipos R. Kis-Király |
| \| 1–2 Könczei (35') (Godó) \| Gólok \| 0–1 Reisz (22') 0–2 Hegyi (33') 1–3 Szaller (38') \| |             |                                                   |             | Játékvezetők: Németh Varjú Vonalbírók: Sipos R. Kis-Király |
| 8 perc                                                                                       | Büntetések  | 20 perc                                           |             | Játékvezetők: Németh Varjú Vonalbírók: Sipos R. Kis-Király |
| 36                                                                                           | Lövések     | 31                                                |             | Játékvezetők: Németh Varjú Vonalbírók: Sipos R. Kis-Király |
| 1–2 Könczei (35') (Godó)                                                                     | Gólok       | 0–1 Reisz (22') 0–2 Hegyi (33') 1–3 Szaller (38') |             | Játékvezetők: Németh Varjú Vonalbírók: Sipos R. Kis-Király |

DHK: Vay — Csíki, Kovács, Hári, Dancsfalvi, Vaszjunyin – Hetényi, Wéber, Könczei 1, Saluga, Berta – Kunajev, Emanuelsson, Usztyancev, Garrett, Kaszkov – Godó (1), Barabás, Tanka.
| 2015. október 19., hétfő 18.00 | Dunaújvárosi Acélbikák | 4 : 2 (2:2, 1:0, 1:0) | Debreceni HK | Dunaújvárosi Jégcsarnok, Dunaújváros |

| Jegyzőkönyv | Jegyzőkönyv              | Jegyzőkönyv                               | Jegyzőkönyv | Jegyzőkönyv                                                                         |
| --- | ------------------------ | ----------------------------------------- | ----------- | ----------------------------------------------------------------------------------- |
| |                          | Kapusok                                   | Vay         | Játékvezetők: Németh Márton Halassy György Vonalbírók: Soós Dániel Kis-Király Barna |
| \| 1:0 ODNOGA Mátyás 7' eq (Németh, Hruby) \| 1:0, 1:1, 2:1, 2:2, 3:2, \| 1:1 BERTA Ákos 9' eq (Könczei, Saluga) \| \| 2:1 Michael McCANN 13' eq (Peterdi, Azari) \| 4:2 \| 2:2 Artyom VASZJUNYIN 18' –1 (Dancsfalvi) \| |                          |                                           |             | Játékvezetők: Németh Márton Halassy György Vonalbírók: Soós Dániel Kis-Király Barna |
| 6 perc (25 perc fegyelmi) perc | Büntetések               | 6 perc (29 perc fegyelmi) perc            |             | Játékvezetők: Németh Márton Halassy György Vonalbírók: Soós Dániel Kis-Király Barna |
| 37 | Lövések                  | 33                                        |             | Játékvezetők: Németh Márton Halassy György Vonalbírók: Soós Dániel Kis-Király Barna |
| 1:0 ODNOGA Mátyás 7' eq (Németh, Hruby) | 1:0, 1:1, 2:1, 2:2, 3:2, | 1:1 BERTA Ákos 9' eq (Könczei, Saluga)    |             | Játékvezetők: Németh Márton Halassy György Vonalbírók: Soós Dániel Kis-Király Barna |
| 2:1 Michael McCANN 13' eq (Peterdi, Azari) | 4:2                      | 2:2 Artyom VASZJUNYIN 18' –1 (Dancsfalvi) |             | Játékvezetők: Németh Márton Halassy György Vonalbírók: Soós Dániel Kis-Király Barna |

DHK: Vay — Csíki, Kovács, Vincze, Dancsfalvi (1), Vaszjunyin 1 — Hetényi, Wéber, Saluga (1), Berta 1, Kaszkov — Kunajev, Emanuelsson, Hári, Könczei (1), Godó — Tanka, Usztyancev, Garrett, Barabás.
| 2015. október 22., csütörtök 18.15 | Dunaújvárosi Acélbikák | 2 – 3 (h.u.) (1–0, 0–0, 1–2) (h.u.: 0–1) | Debreceni HK | Dunaújvárosi Jégcsarnok, Dunaújváros Nézőszám: 400 |

| Jegyzőkönyv | Jegyzőkönyv | Jegyzőkönyv                                                                                           | Jegyzőkönyv | Jegyzőkönyv                                            |
| --- | ----------- | --- | ----------- | ------------------------------------------------------ |
| |             | Kapusok                                                                                               | Vay         | Játékvezetők: Németh Vas Vonalbírók: Abonyi Kis-Király |
| \| 1–0 Németh (2') 2–2 Borbás (58') \| Gólok \| 1–1 Kovács (44') (Dancsfalvi, Garrett) 1–2 Kaszkov (56') (Trosin, Kunajev) 2–3 Trosin (65') (Hetényi) \| |             | |             | Játékvezetők: Németh Vas Vonalbírók: Abonyi Kis-Király |
| 14 perc perc | Büntetések  | 24 perc + 10+20 perc fegyelmi (Emanuelsson) perc                                                      |             | Játékvezetők: Németh Vas Vonalbírók: Abonyi Kis-Király |
| 31 | Lövések     | 36 |             | Játékvezetők: Németh Vas Vonalbírók: Abonyi Kis-Király |
| 1–0 Németh (2') 2–2 Borbás (58') | Gólok       | 1–1 Kovács (44') (Dancsfalvi, Garrett) 1–2 Kaszkov (56') (Trosin, Kunajev) 2–3 Trosin (65') (Hetényi) |             | Játékvezetők: Németh Vas Vonalbírók: Abonyi Kis-Király |

DHK: Vay — Csíki, Kovács 1, Vincze, Dancsfalvi (1), Godó — Hetényi (1), Wéber, Saluga, Berta, Kaszkov 1 — Kunajev (1), Emanuelsson, Könczei, Garrett (1), Trosin 1 (1) — Hári.
| 2015. október 27., kedd 18.00 | Debreceni HK | 5 – 6 (h.u.) (3–2, 0–1, 2–2) (h.u.: 0–1) | HSC Csíkszereda | Debreceni Jégcsarnok, Debrecen Nézőszám: 300 |

| Jegyzőkönyv | Jegyzőkönyv | Jegyzőkönyv                                                                                                | Jegyzőkönyv | Jegyzőkönyv                                              |
| --- | ----------- | --- | ----------- | -------------------------------------------------------- |
| | Vay         | Kapusok |             | Játékvezetők: Halassy Varjú Vonalbírók: Sipos Pálkövi B. |
| \| 1–2 Kovács (10') (Hári, Dancsfalvi) 2–2 Hetényi (15') (Berta) 3–2 Kaszkov (18') (Berta, Trosin) 4–4 Trosin (51') (Berta, Hetényi) 5–4 Berta (57') (Trosin, Kunajev) \| Gólok \| 0–1 Moldován (1') 0–2 Berljov (9') 3–3 Berljov (21') 3–4 Mahdzeyeu (44') 5–5 Berljov (59') 5–6 Ozols (62') \| |             | |             | Játékvezetők: Halassy Varjú Vonalbírók: Sipos Pálkövi B. |
| 35 perc | Büntetések  | 24 perc |             | Játékvezetők: Halassy Varjú Vonalbírók: Sipos Pálkövi B. |
| 33 | Lövések     | 33 |             | Játékvezetők: Halassy Varjú Vonalbírók: Sipos Pálkövi B. |
| 1–2 Kovács (10') (Hári, Dancsfalvi) 2–2 Hetényi (15') (Berta) 3–2 Kaszkov (18') (Berta, Trosin) 4–4 Trosin (51') (Berta, Hetényi) 5–4 Berta (57') (Trosin, Kunajev) | Gólok       | 0–1 Moldován (1') 0–2 Berljov (9') 3–3 Berljov (21') 3–4 Mahdzeyeu (44') 5–5 Berljov (59') 5–6 Ozols (62') |             | Játékvezetők: Halassy Varjú Vonalbírók: Sipos Pálkövi B. |

DHK: Vay — Csíki, Kovács 1, Vincze, Dancsfalvi (1), Godó — Hetényi 1 (1), Wéber, Saluga, Berta 1 (3), Kaszkov 1 — Kunajev (1), Emanuelsson, Könczei, Garrett, Trosin 1 (2) — Barabás, Hári (1).
| 2015. október 30., péntek 18.00 | Újpesti TE | 9 – 2 (2–1, 2–1, 5–0) | Debreceni HK | Megyeri úti jégpálya, Budapest Nézőszám: 387 |

| Jegyzőkönyv | Jegyzőkönyv | Jegyzőkönyv                                  | Jegyzőkönyv  | Jegyzőkönyv                                                        |
| --- | ----------- | -------------------------------------------- | ------------ | ------------------------------------------------------------------ |
| |             | Kapusok                                      | Vay (László) | Játékvezetők: Druga N. Beniac D. Vonalbírók: Soltész Á. Pálkövi B. |
| \| 1–1 Dömötör (9') (Hegyi Á., Turbucz) 2–1 Nemes (12') (Lindgren, Dömötör) 3–1 Gröschl (22') (Gágyor) 4–1 Pance (32') (Virág T., Kiss D.) ee 5–2 Mihálik (45') (Pance, Kiss D.) 6–2 Mihalik (53') (Pance) eh 7–2 Csányi (56') 8–2 Mihalik (57') (Pichler Á., Gröschl) 9–2 Turbucz (60') (Hegyi Á.) \| Gólok \| 0–1 Hári (7') (Emanuelsson) 4–2 Trosin (33') \| |             |                                              |              | Játékvezetők: Druga N. Beniac D. Vonalbírók: Soltész Á. Pálkövi B. |
| 13 + végleges fegyelmi (Garbacz Á.) perc | Büntetések  | 2 + 10 perc fegyelmi (Vay) perc              |              | Játékvezetők: Druga N. Beniac D. Vonalbírók: Soltész Á. Pálkövi B. |
| 51 | Lövések     | 27                                           |              | Játékvezetők: Druga N. Beniac D. Vonalbírók: Soltész Á. Pálkövi B. |
| 1–1 Dömötör (9') (Hegyi Á., Turbucz) 2–1 Nemes (12') (Lindgren, Dömötör) 3–1 Gröschl (22') (Gágyor) 4–1 Pance (32') (Virág T., Kiss D.) ee 5–2 Mihálik (45') (Pance, Kiss D.) 6–2 Mihalik (53') (Pance) eh 7–2 Csányi (56') 8–2 Mihalik (57') (Pichler Á., Gröschl) 9–2 Turbucz (60') (Hegyi Á.)                                                                | Gólok       | 0–1 Hári (7') (Emanuelsson) 4–2 Trosin (33') |              | Játékvezetők: Druga N. Beniac D. Vonalbírók: Soltész Á. Pálkövi B. |

DHK: Vay (László) — Csíki, Hári N. 1, Vincze, Godó, Barabás — Hetényi P., Wéber, Saluga, Berta, Kaszkov — Kunaev, Emanuelsson (1), Könczei, Garrett, Troshin 1, László (kapus).
| 2015. november 1., vasárnap 18.30 | Debreceni HK | 3 : 2 (0:1, 1:0, 2:1) | Ferencvárosi TC | Debreceni Jégcsarnok, Debrecen |

| Jegyzőkönyv | Jegyzőkönyv             | Jegyzőkönyv                        | Jegyzőkönyv | Jegyzőkönyv                                                                        |
| --- | ----------------------- | ---------------------------------- | ----------- | ---------------------------------------------------------------------------------- |
| | Borogyin                | Kapusok                            | Budai       | Játékvezetők: Halassy György Mayer Gábor Vonalbírók: Sipos Roland Kis-Király Barna |
| \| 1:1 HÁRI Norbert 21' eq (Emmanuelsson, Kaszkov) \| 0:1, 1:1, 2:1, 2:2, 3:2 \| 0:1 Jereme TENDLER 13' –1 (Jensen) \| |                         |                                    |             | Játékvezetők: Halassy György Mayer Gábor Vonalbírók: Sipos Roland Kis-Király Barna |
| 4 (0–2–2) perc | Büntetések              | 16 (6–2–8) perc                    |             | Játékvezetők: Halassy György Mayer Gábor Vonalbírók: Sipos Roland Kis-Király Barna |
| |                         |                                    |             | Játékvezetők: Halassy György Mayer Gábor Vonalbírók: Sipos Roland Kis-Király Barna |
| 1:1 HÁRI Norbert 21' eq (Emmanuelsson, Kaszkov)                                                                        | 0:1, 1:1, 2:1, 2:2, 3:2 | 0:1 Jereme TENDLER 13' –1 (Jensen) |             | Játékvezetők: Halassy György Mayer Gábor Vonalbírók: Sipos Roland Kis-Király Barna |

DHK: Borogyin — Kovács, Emanuelsson (1), Saluga (1), Berta, Trosin 1 — Hetényi 1 (1), Wéber, Hári 1 (1), Godó, Garrett — Csíki, Vincze, Barabás, Kaszkov (1).
| 2015. november 10., kedd 17.00 | DVTK Jegesmedvék | 5 : 4 (0:1, 4:0, 1:3) | Debreceni HK | Miskolci Jégcsarnok, Miskolc Nézőszám: 900 |

| Jegyzőkönyv | Jegyzőkönyv              | Jegyzőkönyv                                                               | Jegyzőkönyv | Jegyzőkönyv                                                                      |
| --- | ------------------------ | ------------------------------------------------------------------------- | ----------- | -------------------------------------------------------------------------------- |
| | Kiss                     | Kapusok                                                                   | Vay         | Játékvezetők: Németh Márton Kincses Gergely Vonalbírók: Soós Dániel Kormos Dávid |
| \| 1:1 SOMOGYI Balázs 22' eq (Cseter, Leppanen) \| 0:1, 1:1, 2:1, 3:1, 4:1, \| 0:1 Danil KASKOV 8' +1 (Hetényi) \| \| 2:1 Jon BOORAS 24' eq (Galanisz, Miskolczi) \| 5:1, 5:2, 5:3, 5:4 \| 5:2 KÖNCZEI Áron 55' eq (Vincze, Wéber) \| |                          |                                                                           |             | Játékvezetők: Németh Márton Kincses Gergely Vonalbírók: Soós Dániel Kormos Dávid |
| 41 (2–35–4) (Jesse Ray Dudas 20 p. végleges fegyelmi büntetés) perc | Büntetések               | 39 (4–33–2) (Kovács Bronson Zoltán 20 p. végleges fegyelmi büntetés) perc |             | Játékvezetők: Németh Márton Kincses Gergely Vonalbírók: Soós Dániel Kormos Dávid |
| | Lövések                  | 25                                                                        |             | Játékvezetők: Németh Márton Kincses Gergely Vonalbírók: Soós Dániel Kormos Dávid |
| 1:1 SOMOGYI Balázs 22' eq (Cseter, Leppanen) | 0:1, 1:1, 2:1, 3:1, 4:1, | 0:1 Danil KASKOV 8' +1 (Hetényi)                                          |             | Játékvezetők: Németh Márton Kincses Gergely Vonalbírók: Soós Dániel Kormos Dávid |
| 2:1 Jon BOORAS 24' eq (Galanisz, Miskolczi) | 5:1, 5:2, 5:3, 5:4       | 5:2 KÖNCZEI Áron 55' eq (Vincze, Wéber)                                   |             | Játékvezetők: Németh Márton Kincses Gergely Vonalbírók: Soós Dániel Kormos Dávid |

DHK: Vay — Hetényi (2), Kunaev, Csíki, Hári, Könczei 1 — Saluga, Vincze (2), Wéber (1), Godó, Garrett — Berta 2, Kovács, Barabás, Kaszkov 1 (1), Trosin (1) — Emanuelsson, Nagy(k). Edző: Ladányi Balázs.
| 2015. november 15., vasárnap 18.30 | Debreceni HK | 0 : 3 (0:1, 0:2, 0:0) | HSC Csíkszereda | Debreceni Jégcsarnok, Debrecen |

| Jegyzőkönyv                                              | Jegyzőkönyv   | Jegyzőkönyv                    | Jegyzőkönyv | Jegyzőkönyv                                                                       |
| -------------------------------------------------------- | ------------- | ------------------------------ | ----------- | --------------------------------------------------------------------------------- |
|                                                          | Vay           | Kapusok                        | Peksa       | Játékvezetők: Gangel László Druga Norbert Vonalbírók: Pálkövi Botond Mizsák Péter |
| \| \| 0:1, 0:2, 0:3 \| 0:1 Anton BERLEV 14' eq (Bors) \| |               |                                |             | Játékvezetők: Gangel László Druga Norbert Vonalbírók: Pálkövi Botond Mizsák Péter |
| 8 (4–4–0) perc                                           | Büntetések    | 18 (4–10–4) perc               |             | Játékvezetők: Gangel László Druga Norbert Vonalbírók: Pálkövi Botond Mizsák Péter |
| 39                                                       | Lövések       |                                |             | Játékvezetők: Gangel László Druga Norbert Vonalbírók: Pálkövi Botond Mizsák Péter |
|                                                          | 0:1, 0:2, 0:3 | 0:1 Anton BERLEV 14' eq (Bors) |             | Játékvezetők: Gangel László Druga Norbert Vonalbírók: Pálkövi Botond Mizsák Péter |

DHK: Vay — Kunaev, Könczei, Vincze, Wéber, Godó — Hetényi, Csíki, Hári, Garrett, Kaszkov — Saluga, Berta, Trosin, Emanuelsson – György, Barabás. Edző: Ladányi Balázs.
| 2015. november 17., kedd 19.00 | MAC Budapest | 5 : 2 (2:0, 2:1, 1:1) | Debreceni HK | Tüskecsarnok, Budapest |

| Jegyzőkönyv | Jegyzőkönyv              | Jegyzőkönyv                                  | Jegyzőkönyv | Jegyzőkönyv                                                                    |
| --- | ------------------------ | -------------------------------------------- | ----------- | ------------------------------------------------------------------------------ |
| | Bálizs                   | Kapusok                                      | Borogyin    | Játékvezetők: Gangel László Vladimir Babić Vonalbírók: Váczi Dávid Berger Ákos |
| \| 1:0 Tomás KLEMPA 1' eq (Hayes, Olson) \| 1:0, 2:0, 3:0, 4:0, 4:1, \| 4:1 Martin SALUGA 38' –1 (Emanuelsson, Hári) \| \| 2:0 Ian MCDONALD 18' eq (Hayes, Klempa) \| 4:2, 5:2 \| 4:2 KÖNCZEI Áron 50' eq (Vincze, Garrett) \| |                          |                                              |             | Játékvezetők: Gangel László Vladimir Babić Vonalbírók: Váczi Dávid Berger Ákos |
| 24 (4–18–2) 10 p. fegyelmi (Nagy Krisztián) perc | Büntetések               | 24 (4–12–8) perc                             |             | Játékvezetők: Gangel László Vladimir Babić Vonalbírók: Váczi Dávid Berger Ákos |
| 47 | Lövések                  | 24                                           |             | Játékvezetők: Gangel László Vladimir Babić Vonalbírók: Váczi Dávid Berger Ákos |
| 1:0 Tomás KLEMPA 1' eq (Hayes, Olson) | 1:0, 2:0, 3:0, 4:0, 4:1, | 4:1 Martin SALUGA 38' –1 (Emanuelsson, Hári) |             | Játékvezetők: Gangel László Vladimir Babić Vonalbírók: Váczi Dávid Berger Ákos |
| 2:0 Ian MCDONALD 18' eq (Hayes, Klempa) | 4:2, 5:2                 | 4:2 KÖNCZEI Áron 50' eq (Vincze, Garrett)    |             | Játékvezetők: Gangel László Vladimir Babić Vonalbírók: Váczi Dávid Berger Ákos |

DHK: Borogyin — Kunajev, Csíki, Hári (1), Saluga 1, Trosin — Könczei 1, Vincze (1), Garrett (1), Kovács, Emanuelsson (1) — Hetényi, Wéber, Godó, Berta, Barabás — György. Edző: Ladányi Balázs.
| 2015. november 21., szombat 18.00 | ASC Corona Brasov | 3 : 1 (0:0, 2:1, 1:0) | Debreceni HK | Olimpiai jégpálya, Brassó |

| Jegyzőkönyv | Jegyzőkönyv        | Jegyzőkönyv                                 | Jegyzőkönyv | Jegyzőkönyv                                                                                |
| --- | ------------------ | ------------------------------------------- | ----------- | ------------------------------------------------------------------------------------------ |
| | Tőke               | Kapusok                                     | Borogyin    | Játékvezetők: Davor Bogdan Lascar Valentin Vonalbírók: Ivan Nedeljkovici Alexandru Butucel |
| \| 1:0 BÍRÓ Mátyás 22' eq (Piszarenko) \| 1:0, 1:1, 2:1, 3:1 \| 1:1 BERTA Ákos 28' eq (Emanuelsson, Saluga) \| |                    |                                             |             | Játékvezetők: Davor Bogdan Lascar Valentin Vonalbírók: Ivan Nedeljkovici Alexandru Butucel |
| 10 (4–2–4) perc                                                                                                | Büntetések         | 24 (6–14–4) 10 perc fegyelmi (Trosin) perc  |             | Játékvezetők: Davor Bogdan Lascar Valentin Vonalbírók: Ivan Nedeljkovici Alexandru Butucel |
| 40 | Lövések            | 29                                          |             | Játékvezetők: Davor Bogdan Lascar Valentin Vonalbírók: Ivan Nedeljkovici Alexandru Butucel |
| 1:0 BÍRÓ Mátyás 22' eq (Piszarenko)                                                                            | 1:0, 1:1, 2:1, 3:1 | 1:1 BERTA Ákos 28' eq (Emanuelsson, Saluga) |             | Játékvezetők: Davor Bogdan Lascar Valentin Vonalbírók: Ivan Nedeljkovici Alexandru Butucel |

DHK: Borogyin — Hetényi, Könczei, Saluga (1), Berta 1, Emanuelsson (1) — Hári, Vincze, Kovács, Serman, Trosin — Csíki, Wéber, Godó, Garrett, Vaszjunyin — György, Barabás. Edző: Jevgenyij Muhin, Igor Razov.
| 2015. november 22., vasárnap 18.00 | HSC Csíkszereda | 4 : 1 (3:1, 0:0, 1:0) | Debreceni HK | Vákár Lajos Jégcsarnok, Csíkszereda |

| Jegyzőkönyv | Jegyzőkönyv             | Jegyzőkönyv                            | Jegyzőkönyv   | Jegyzőkönyv                                                                        |
| --- | ----------------------- | -------------------------------------- | ------------- | ---------------------------------------------------------------------------------- |
| | Peksa                   | Kapusok                                | Borogyin, Vay | Játékvezetők: Gergely Lehel Bogdan Davor Vonalbírók: Máthé István Ivan Nedeljković |
| \| 1:1 Kirils TAMBIJEVS 5' +1 (Berlev) \| 0:1, 1:1, 2:1, 3:1, 4:1 \| 0:1 BERTA Ákos 3' eq (Trosin, Hetényi) \| |                         |                                        |               | Játékvezetők: Gergely Lehel Bogdan Davor Vonalbírók: Máthé István Ivan Nedeljković |
| 16 (4–2–10) perc                                                                                               | Büntetések              | 22 (8–2–12) perc                       |               | Játékvezetők: Gergely Lehel Bogdan Davor Vonalbírók: Máthé István Ivan Nedeljković |
| | Lövések                 | 30                                     |               | Játékvezetők: Gergely Lehel Bogdan Davor Vonalbírók: Máthé István Ivan Nedeljković |
| 1:1 Kirils TAMBIJEVS 5' +1 (Berlev)                                                                            | 0:1, 1:1, 2:1, 3:1, 4:1 | 0:1 BERTA Ákos 3' eq (Trosin, Hetényi) |               | Játékvezetők: Gergely Lehel Bogdan Davor Vonalbírók: Máthé István Ivan Nedeljković |

DHK: Borogyin — Kovács, Emanuelsson, Könczei, Saluga, Berta 1 — Hetényi (1), Popkov, Hári, Vincze, Trosin (1) — Csíki, Wéber, Godó, Garrett, Vaszjunyin — György, Barabás. Edző: Jevgenyij Muhin.
| 2015. november 27., péntek 18.00 | Debreceni HK | 8 : 3 (4:1, 1:2, 3:0) | Dunaújvárosi Acélbikák | Debreceni Jégcsarnok, Debrecen |

| Jegyzőkönyv | Jegyzőkönyv                  | Jegyzőkönyv                                   | Jegyzőkönyv              | Jegyzőkönyv                                                                        |
| --- | ---------------------------- | --------------------------------------------- | ------------------------ | ---------------------------------------------------------------------------------- |
| | Borogyin                     | Kapusok                                       | Lindoff és Duschek (20') | Játékvezetők: Halassy György Gangel László Vonalbírók: Sipos Roland Pálkövi Botond |
| \| 1:0 BERTA Ákos 6' eq (Könczei, Saluga) \| 1:0, 2:0, 2:1, 3:1, 4:1, \| 2:1 REVÁK Zoltán 11' eq (Busbacher, Németh) \| \| 2:0 Danil KASZKOV 11' eq (Hári, Emanuelsson) \| 4:2, 4:3, 5:3, 6:3, 7:3, 8:3 \| 4:2 Philip BUSBACHER 29' +1 (Németh, Peterdi) \| |                              |                                               |                          | Játékvezetők: Halassy György Gangel László Vonalbírók: Sipos Roland Pálkövi Botond |
| 12 (4–6–2) perc | Büntetések                   | 20 (4–2–14) 10 perc fegyelmi (Busbacher) perc |                          | Játékvezetők: Halassy György Gangel László Vonalbírók: Sipos Roland Pálkövi Botond |
| 50 | Lövések                      |                                               |                          | Játékvezetők: Halassy György Gangel László Vonalbírók: Sipos Roland Pálkövi Botond |
| 1:0 BERTA Ákos 6' eq (Könczei, Saluga) | 1:0, 2:0, 2:1, 3:1, 4:1,     | 2:1 REVÁK Zoltán 11' eq (Busbacher, Németh)   |                          | Játékvezetők: Halassy György Gangel László Vonalbírók: Sipos Roland Pálkövi Botond |
| 2:0 Danil KASZKOV 11' eq (Hári, Emanuelsson) | 4:2, 4:3, 5:3, 6:3, 7:3, 8:3 | 4:2 Philip BUSBACHER 29' +1 (Németh, Peterdi) |                          | Játékvezetők: Halassy György Gangel László Vonalbírók: Sipos Roland Pálkövi Botond |

DHK: Borogyin — Hetényi (1), Kunajev 2 (1), Könczei 1 (2), Saluga (2), Berta 3 (1) — Csíki, Hári (3), Kaszkov 2 (2), Trosin (1), Emanuelsson (1) — Vincze, Wéber, Dancsfalvi (1), Kovács, Vaszjunyin (1) — György, Izsák, Barabás. Csere kapus: Vay. Edző: Jevgenyij Muhin.
| 2015. november 29., vasárnap 18.30 | Debreceni HK | 0 : 1 (0:0, 0:1, 0:0) | Ferencvárosi TC | Debreceni Jégcsarnok, Debrecen |

| Jegyzőkönyv                                                  | Jegyzőkönyv | Jegyzőkönyv                                  | Jegyzőkönyv | Jegyzőkönyv                                                                      |
| ------------------------------------------------------------ | ----------- | -------------------------------------------- | ----------- | -------------------------------------------------------------------------------- |
|                                                              | Borogyin    | Kapusok                                      | Ágoston     | Játékvezetők: Halassy György Vas Mátyás Vonalbírók: Váczi Dávid Kis-Király Barna |
| \| \| 0:1 \| 0:1 Joona MANNINEN 37' eq (Suoraniemi, Papp) \| |             |                                              |             | Játékvezetők: Halassy György Vas Mátyás Vonalbírók: Váczi Dávid Kis-Király Barna |
| 31 (4–25–2) 25 perc fegyelmi (Trosin) perc                   | Büntetések  | 37 (6–29–2) 20 perc fegyelmi (Fliszár) perc  |             | Játékvezetők: Halassy György Vas Mátyás Vonalbírók: Váczi Dávid Kis-Király Barna |
| 31                                                           | Lövések     |                                              |             | Játékvezetők: Halassy György Vas Mátyás Vonalbírók: Váczi Dávid Kis-Király Barna |
|                                                              | 0:1         | 0:1 Joona MANNINEN 37' eq (Suoraniemi, Papp) |             | Játékvezetők: Halassy György Vas Mátyás Vonalbírók: Váczi Dávid Kis-Király Barna |

DHK: Borogyin — Hetényi, Csíki, Könczei, Saluga, Berta — Kunajev, Hári, Kaszkov, Trosin, Emanuelsson — Vincze, Wéber, Dancsfalvi, Kovács, Vaszjunyin — Izsák, Barabás. Csere kapus: Vay. Edző: Jevgenyij Muhin.
| 2015. december 4., péntek 18.30 | DVTK Jegesmedvék | 7 : 3 (3:2, 1:1, 3:0) | Debreceni HK | Miskolci Jégcsarnok, Miskolc |

| Jegyzőkönyv | Jegyzőkönyv             | Jegyzőkönyv                                 | Jegyzőkönyv | Jegyzőkönyv                                                                       |
| --- | ----------------------- | ------------------------------------------- | ----------- | --------------------------------------------------------------------------------- |
| | Adorján                 | Kapusok                                     | Borogyin    | Játékvezetők: Gangel László Varjú Árpád Vonalbírók: Kis-Király Barna Kormos Dávid |
| \| 1:0 Keegan DANSEREAU 14' +1 (Hajós, Somogyi) \| 1:0, 2:0, 2:1, 2:2, 3:2 \| 2:1 Artyom VASZJUNYIN 19' +1 (Csíki, Berta) \| \| 2:0 MISKOLCZI Márk 18' -1 (Booras) \| 4:2, 4:3, 5:3, 6:3, 7:3 \| 2:2 KÖNCZEI Áron 19' eq (Kovács, Hári) \| |                         |                                             |             | Játékvezetők: Gangel László Varjú Árpád Vonalbírók: Kis-Király Barna Kormos Dávid |
| 10 (4–2–4) perc | Büntetések              | 16 (4–2–10) perc                            |             | Játékvezetők: Gangel László Varjú Árpád Vonalbírók: Kis-Király Barna Kormos Dávid |
| | Lövések                 | 27                                          |             | Játékvezetők: Gangel László Varjú Árpád Vonalbírók: Kis-Király Barna Kormos Dávid |
| 1:0 Keegan DANSEREAU 14' +1 (Hajós, Somogyi) | 1:0, 2:0, 2:1, 2:2, 3:2 | 2:1 Artyom VASZJUNYIN 19' +1 (Csíki, Berta) |             | Játékvezetők: Gangel László Varjú Árpád Vonalbírók: Kis-Király Barna Kormos Dávid |
| 2:0 MISKOLCZI Márk 18' -1 (Booras) | 4:2, 4:3, 5:3, 6:3, 7:3 | 2:2 KÖNCZEI Áron 19' eq (Kovács, Hári)      |             | Játékvezetők: Gangel László Varjú Árpád Vonalbírók: Kis-Király Barna Kormos Dávid |

DHK: Borogyin — Hetényi, Csíki (1), Dancsfalvi, Berta (1), Vaszjunyin 1 — Kunajev, Saluga, Ustyancev (1), Garrett, Kaszkov 1 — Hári (1), Könczei 1, Vincze, Wéber, Kovács (1) — György, Izsák, Barabás. Csere kapus: Vay. Edző: Jevgenyij Muhin.
Az első harmad rendkívül gólgazdag, eseménydús játékot hozott, hiszen mindkét csapat szórta a gólokat. A Debrecen kétszer talált be, de így is a hazaiak nyerték a játékrészt. A folytatásra is kiegyensúlyozott játék volt jellemző, a DHK jól tartotta magát, jól védekezett, a hazai csapat így csak egyszer tudta megzörgetni a debreceni kaput. A játékrész végére úgy tűnt, benne van a Debrecenben egy bravúr lehetősége, ám a záró harmadban megrázta magát az egyébként is nagyon gólérzékeny DVTK, és bedarálta a debrecenieket. A miskolciak háromszor is betaláltak, de végül egyik hazai gólra sem érkezett válasz a Debrecen részéről, így végül a címvédő nagy arányú győzelmet aratott a DHK-val szemben.
| 2015. december 6., vasárnap 19.00 | Ferencvárosi TC | 3 : 2 (h.u.) (1:0, 0:1, 1:1) (h.u.: 1:0) | Debreceni HK | Pesterzsébeti Jégcsarnok, Budapest |

| Jegyzőkönyv | Jegyzőkönyv             | Jegyzőkönyv                                   | Jegyzőkönyv | Jegyzőkönyv                                                                   |
| --- | ----------------------- | --------------------------------------------- | ----------- | ----------------------------------------------------------------------------- |
| | Ágoston                 | Kapusok                                       | Borogyin    | Játékvezetők: Halassy György Varjú Árpád Vonalbírók: Mizsák Péter Soós Dániel |
| \| 1:0 Jereme TENDLER 11' eq (Horváth, Manninen) \| 1:0, 1:1, 1:2, 2:2, 3:2 \| 1:1 Martin SALUGA 38' +2 (Ustyancev, Kaszkov) \| |                         |                                               |             | Játékvezetők: Halassy György Varjú Árpád Vonalbírók: Mizsák Péter Soós Dániel |
| 4 (0–4–0) perc | Büntetések              | 2 (2–0–0) perc                                |             | Játékvezetők: Halassy György Varjú Árpád Vonalbírók: Mizsák Péter Soós Dániel |
| | Lövések                 | 22                                            |             | Játékvezetők: Halassy György Varjú Árpád Vonalbírók: Mizsák Péter Soós Dániel |
| 1:0 Jereme TENDLER 11' eq (Horváth, Manninen)                                                                                   | 1:0, 1:1, 1:2, 2:2, 3:2 | 1:1 Martin SALUGA 38' +2 (Ustyancev, Kaszkov) |             | Játékvezetők: Halassy György Varjú Árpád Vonalbírók: Mizsák Péter Soós Dániel |

DHK: Borogyin — Hetényi, Csíki, Dancsfalvi (1), Berta (1), Vaszjunyin 1 — Kunajev, Hári, Könczei, Popkov, Kaszkov (1) — Saluga 1, Vincze, Wéber, Ustyancev (1), Kovács — György, Izsák, Barabás. Csere kapus: László. Edző: Jevgenyij Muhin.
| 2015. december 8., kedd 18.00 | Debreceni HK | 3 : 0 (0:0, 2:0, 1:0) | ASC Corona Brasov | Debreceni Jégcsarnok, Debrecen |

| Jegyzőkönyv                                                       | Jegyzőkönyv   | Jegyzőkönyv                              | Jegyzőkönyv | Jegyzőkönyv                                                                     |
| ----------------------------------------------------------------- | ------------- | ---------------------------------------- | ----------- | ------------------------------------------------------------------------------- |
|                                                                   | Borogyin      | Kapusok                                  | Tőke        | Játékvezetők: Gangel László Varjú Árpád Vonalbírók: Sipos Roland Muzsik Norbert |
| \| 1:0 BERTA Ákos 36' +1 (Trosin, Kaszkov) \| 1:0, 2:0, 3:0 \| \| |               |                                          |             | Játékvezetők: Gangel László Varjú Árpád Vonalbírók: Sipos Roland Muzsik Norbert |
| 8 (2–0–6) perc                                                    | Büntetések    | 22 (4–4–14) 10 perc fegyelmi (Tőke) perc |             | Játékvezetők: Gangel László Varjú Árpád Vonalbírók: Sipos Roland Muzsik Norbert |
| 36                                                                | Lövések       | 20                                       |             | Játékvezetők: Gangel László Varjú Árpád Vonalbírók: Sipos Roland Muzsik Norbert |
| 1:0 BERTA Ákos 36' +1 (Trosin, Kaszkov)                           | 1:0, 2:0, 3:0 |                                          |             | Játékvezetők: Gangel László Varjú Árpád Vonalbírók: Sipos Roland Muzsik Norbert |

DHK: Borogyin — Hetényi, Csíki, Dancsfalvi 1, Berta 1 (1), Vaszjunyin — Kunajev, Ustyancev, Popkov, Kaszkov (2), Trosin 1 (1) — György, Vincze, Wéber, Izsák, Kovács — Hári, Könczei, Barabás. Csere kapus: László. Edző: Jevgenyij Muhin.
A 36. percben emberelőnyös helyzetben Berta Ákos törte meg a gólcsendet, nem sokkal később egyenlő létszámnál Dancsfalvi Norbert növelte az előnyt. Az eredmény további hízlalásában Vladiszlav Trosin segédkezett egy emberelőnyös helyzetben, így az 50. percben már megnyugtató, háromgólos előnnyel hokizhattak a DHK játékosai. Ez is lett a végeredmény. A DHK közel kétszer annyit kapura lőve, magabiztosan nyert a brassóiak ellen. Borogyin 20 védése szezonbeli első shutoutját (száz százalékos védési mérlegét) jelentette.
| 2015. december 13., vasárnap 18.00 | ASC Corona Brasov | 1 : 5 (0:1, 0:3, 1:1) | Debreceni HK | Olimpiai jégpálya, Brassó |

| Jegyzőkönyv                                                                                               | Jegyzőkönyv                  | Jegyzőkönyv            | Jegyzőkönyv | Jegyzőkönyv                                                                           |
| --- | ---------------------------- | ---------------------- | ----------- | ------------------------------------------------------------------------------------- |
| | Tőke                         | Kapusok                | Vay         | Játékvezetők: Csomortani Zsolt Gergely Lehel Vonalbírók: Csata Attila Mihai Trandafir |
| \| 1:5 BÍRÓ Mátyás 48' eq (Bíró O., Bíró G.) \| 0:1, 0:2, 0:3, 0:4, 0:5, 1:5 \| 0:1 VINCZE Péter 5' eq \| |                              |                        |             | Játékvezetők: Csomortani Zsolt Gergely Lehel Vonalbírók: Csata Attila Mihai Trandafir |
| 10 (6–0–4) perc                                                                                           | Büntetések                   | 18 (8–2–8) perc        |             | Játékvezetők: Csomortani Zsolt Gergely Lehel Vonalbírók: Csata Attila Mihai Trandafir |
| 36 | Lövések                      | 33                     |             | Játékvezetők: Csomortani Zsolt Gergely Lehel Vonalbírók: Csata Attila Mihai Trandafir |
| 1:5 BÍRÓ Mátyás 48' eq (Bíró O., Bíró G.)                                                                 | 0:1, 0:2, 0:3, 0:4, 0:5, 1:5 | 0:1 VINCZE Péter 5' eq |             | Játékvezetők: Csomortani Zsolt Gergely Lehel Vonalbírók: Csata Attila Mihai Trandafir |

DHK: Vay — Kunajev, Popkov (1), Usztyancev, Kaszkov 1, Trosin (1) — Hetényi, Csíki, Dancsfalvi 1 (1), Berta 1, Vaszjunyin 1 (1) — Wéber, Kovács, György, Saluga, Vincze 1 — Barabás, Hári, Godó, Izsák.
| 2015. december 14., hétfő 18.00 | HSC Csíkszereda | 4 : 3 (1:1, 2:2, 1:0) | Debreceni HK | Vákár Lajos Jégcsarnok, Csíkszereda |

| Jegyzőkönyv | Jegyzőkönyv              | Jegyzőkönyv                                      | Jegyzőkönyv | Jegyzőkönyv                                                                       |
| --- | ------------------------ | ------------------------------------------------ | ----------- | --------------------------------------------------------------------------------- |
| | Peksa és Ruczuj          | Kapusok                                          | Vay         | Játékvezetők: Valentin Lascar Mihai Butucel Vonalbírók: Máthé István Siko Szilárd |
| \| 1:0 Kalvis OZOLS 6' +1 (Tambijevs, Bors) \| 1:0, 1:1, 1:2, 2:2, 3:2, \| 1:1 Vlagyiszlav TROSIN 10' eq (Kaszkov) \| \| 2:2 MOLNÁR Zoltán 32' eq (Mironov, Papp) \| 3:3, 4:3 \| 1:2 DANCSFALVI Norbert 28' eq (Saluga) \| |                          |                                                  |             | Játékvezetők: Valentin Lascar Mihai Butucel Vonalbírók: Máthé István Siko Szilárd |
| 4 perc | Büntetések               | 12 + 20 perc fegyelmi (10' Vay és 10' Hári) perc |             | Játékvezetők: Valentin Lascar Mihai Butucel Vonalbírók: Máthé István Siko Szilárd |
| | Lövések                  | 29                                               |             | Játékvezetők: Valentin Lascar Mihai Butucel Vonalbírók: Máthé István Siko Szilárd |
| 1:0 Kalvis OZOLS 6' +1 (Tambijevs, Bors) | 1:0, 1:1, 1:2, 2:2, 3:2, | 1:1 Vlagyiszlav TROSIN 10' eq (Kaszkov)          |             | Játékvezetők: Valentin Lascar Mihai Butucel Vonalbírók: Máthé István Siko Szilárd |
| 2:2 MOLNÁR Zoltán 32' eq (Mironov, Papp) | 3:3, 4:3                 | 1:2 DANCSFALVI Norbert 28' eq (Saluga)           |             | Játékvezetők: Valentin Lascar Mihai Butucel Vonalbírók: Máthé István Siko Szilárd |

DHK: Vay — Kunajev, Popkov, Usztyancev, Kaszkov (1), Trosin 1 — Hetényi, Csíki, Dancsfalvi 2, Berta, Vaszjunyin — Wéber, Kovács, Hári, Saluga (1), Vincze — Barabás, Godó, Izsák.
| 2015. december 20., vasárnap 18.30 | Újpesti TE | 3 : 0 (0:0, 3:0, 0:0) | Debreceni HK | Újpesti Jégcsarnok, Budapest |

| Jegyzőkönyv | Jegyzőkönyv | Jegyzőkönyv | Jegyzőkönyv | Jegyzőkönyv |
| ----------- | ----------- | ----------- | ----------- | ----------- |
|             |             |             |             |             |
|             |             |             |             |             |
|             |             |             |             |             |
|             |             |             |             |             |

| 2015. december 22., kedd 18.30 | Debreceni HK | 5 : 3 (1:1, 1:2, 3:0) | Dunaújvárosi Acélbikák | Debreceni Jégcsarnok, Debrecen |

| Jegyzőkönyv | Jegyzőkönyv | Jegyzőkönyv | Jegyzőkönyv | Jegyzőkönyv |
| ----------- | ----------- | ----------- | ----------- | ----------- |
|             |             |             |             |             |
|             |             |             |             |             |
|             |             |             |             |             |
|             |             |             |             |             |

| 2015. december 26., szombat 18.15 | Dunaújvárosi Acélbikák | 0 : 3 (0:0, 0:1, 0:2) | Debreceni HK | Dunaújvárosi Jégcsarnok, Dunaújváros |

| Jegyzőkönyv | Jegyzőkönyv | Jegyzőkönyv | Jegyzőkönyv | Jegyzőkönyv |
| ----------- | ----------- | ----------- | ----------- | ----------- |
|             |             |             |             |             |
|             |             |             |             |             |
|             |             |             |             |             |
|             |             |             |             |             |

| 2015. december 28., hétfő 18.00 (M4 Sport) | Debreceni HK | 4 : 5 (h.u.) (sz.) (3:0, 1:2, 0:2, 0:0, 0:1) | Újpesti TE | Debreceni Jégcsarnok, Debrecen |

| Jegyzőkönyv | Jegyzőkönyv | Jegyzőkönyv | Jegyzőkönyv | Jegyzőkönyv |
| ----------- | ----------- | ----------- | ----------- | ----------- |
|             |             |             |             |             |
|             |             |             |             |             |
|             |             |             |             |             |
|             |             |             |             |             |

| 2015. december 30., szerda 18.00 | Debreceni HK | 4 : 5 (1:2, 1:2, 2:1) | DVTK Jegesmedvék | Debreceni Jégcsarnok, Debrecen |

| Jegyzőkönyv | Jegyzőkönyv | Jegyzőkönyv | Jegyzőkönyv | Jegyzőkönyv |
| ----------- | ----------- | ----------- | ----------- | ----------- |
|             |             |             |             |             |
|             |             |             |             |             |
|             |             |             |             |             |
|             |             |             |             |             |

| 2016. január 3., vasárnap 18.30 | Debreceni HK | – | MAC Budapest | Debreceni Jégcsarnok, Debrecen |

| 2016. január 5., kedd 18.00 | Debreceni HK | – | Fehérvár AV 19 farmcsapat | Debreceni Jégcsarnok, Debrecen |

| 2016. január 8., péntek 18.30 | DVTK Jegesmedvék | – | Debreceni HK | Miskolci Jégcsarnok, Miskolc |

| 2016. január 11., hétfő 18.00 | MAC Budapest | – | Debreceni HK | Tüskecsarnok, Budapest |

| 2016. január 15., péntek 18.00 | Debreceni HK | – | DVTK Jegesmedvék | Debreceni Jégcsarnok, Debrecen |

| 2016. január 17., vasárnap 17.30 | Fehérvár AV 19 farmcsapat | – | Debreceni HK | ifj. Ocskay Gábor Jégcsarnok, Székesfehérvár |

| 2016. január 19., kedd 19.00 | Ferencvárosi TC | – | Debreceni HK | Pesterzsébeti Jégcsarnok, Budapest |

| 2016. január 22., péntek 18.00 | Debreceni HK | – | Fehérvár AV 19 farmcsapat | Debreceni Jégcsarnok, Debrecen |

| 2016. január 23., szombat 18.00 | Debreceni HK | – | ASC Corona Brasov | Debreceni Jégcsarnok, Debrecen |

| 2016. január 28., csütörtök 19.00 | MAC Budapest | – | Debreceni HK | Tüskecsarnok, Budapest |

| 2016. január 31., vasárnap 18.30 | Debreceni HK | – | Ferencvárosi TC | Debreceni Jégcsarnok, Debrecen |

| 2016. február 2., kedd 18.30 | Fehérvár AV 19 farmcsapat | – | Debreceni HK | ifj. Ocskay Gábor Jégcsarnok, Székesfehérvár |

### Tabella
Táblázat aktualizálása: 2015. december 30.
| Nemzet                 | M  | Gy | HGy | HV | V  | G+  | G-  | Gk   | P  |
| ---------------------- | -- | -- | --- | -- | -- | --- | --- | ---- | -- |
| DVTK Jegesmedvék       | 35 | 24 | 5   | 2  | 4  | 165 | 92  | +73  | 84 |
| MAC Budapest           | 35 | 24 | 4   | 3  | 4  | 173 | 86  | +87  | 83 |
| Fehérvár AV19          | 33 | 16 | 3   | 2  | 12 | 119 | 102 | +17  | 56 |
| Debreceni HK           | 36 | 14 | 3   | 5  | 14 | 112 | 111 | +1   | 53 |
| Újpesti TE             | 35 | 12 | 6   | 4  | 13 | 106 | 102 | +4   | 52 |
| HSC Csíkszereda        | 36 | 10 | 5   | 5  | 16 | 104 | 131 | –27  | 45 |
| Ferencvárosi TC        | 35 | 12 | 2   | 4  | 17 | 121 | 134 | –13  | 44 |
| Dunaújvárosi Acélbikák | 36 | 10 | 2   | 4  | 20 | 96  | 129 | –33  | 38 |
| ASC Corona Brasov      | 35 | 5  | 1   | 2  | 27 | 75  | 184 | –109 | 19 |